# Horst Günter
Horst Günter (* 23. Mai 1913 in Leipzig; † 7. Januar 2013 in Hamburg) war ein deutscher Opernsänger (Bariton) und Gesangspädagoge.

## Leben

### Karriere als Opernsänger
Günter trat mit 9 Jahren dem Leipziger Thomanerchor bei und sang dort als Knabensopran. Sein erster Gesangslehrer war der damalige Thomaskantor Karl Straube. Dieser vermittelte ihn an den Musikprofessor Fritz Polster in Leipzig. Günter erhielt seine Gesangsausbildung am Konservatorium Leipzig, wo er 1938 seinen Abschluss machte. Weitere Gesangsstudien absolvierte er in Innsbruck, Bologna und schließlich in Berlin bei der bekannten Altistin Emmi Leisner. Außerdem studierte Günter vier Jahre Musikwissenschaft.

Familiengrabstätte auf dem Südfriedhof in Leipzig

Günter war zunächst als Konzertsänger tätig. 1937 debütierte er in Eisenach als Christus in Bachs Matthäus-Passion. 1938 sang er in der Leipziger Thomaskirche ebenfalls den Christus in der Matthäus-Passion. 1938 gastierte er mit dem Berliner Philharmonischen Chor in Paris mit Bachs Weihnachtsoratorium. 1939/1940 wurde Günter kurzzeitig zum Kriegsdienst in der Wehrmacht eingezogen. Es folgten danach Konzertverpflichtungen in Florenz (1940), Rumänien (1940) und in Venedig (1942).
1941 gab er sein Debüt als Opernsänger am Staatstheater Schwerin; seine Debütrolle war der Graf Almaviva in Mozarts Oper Die Hochzeit des Figaro. Günter war von 1941 bis 1944 (bis zur kriegsbedingten Schließung aller Theater) festes Ensemblemitglied am Staatstheater Schwerin. Er sang dort unter anderem Guglielmo in Così fan tutte, Figaro in Der Barbier von Sevilla, Graf Luna in Der Troubadour, die Titelrolle in Rigoletto und Wolfram von Eschenbach in Tannhäuser.
1944 wurde Günter erneut zur Wehrmacht eingezogen; bis 1948 war er nach Kriegsende in sowjetischer Kriegsgefangenschaft, wo er Russisch lernte und bei Konzerten auftrat. Nach dem Zweiten Weltkrieg nahm er seine Bühnenkarriere am Stadttheater Göttingen wieder auf (Spielzeit 1949/1950). Ein weiteres Engagement hatte er am Staatstheater Wiesbaden (1950). Von 1950 bis 1961 war Günter festes Ensemblemitglied an der Hamburgischen Staatsoper; als Gast trat er dort noch bis 1968 auf. 1954 wirkte er in der konzertanten Uraufführung der Oper Moses und Aron beim Hamburger Rundfunk mit. Außerdem hatte er feste Gastverträge mit der Bayerischen Staatsoper (1958–1963) und der Staatsoper Stuttgart (1959–1965).
Günter gastierte an der Berliner Staatsoper (1944), an der Komischen Oper Berlin (1951), an der Oper Frankfurt (1952), an der Wiener Staatsoper (April 1953; als Figaro in Der Barbier von Sevilla und als Papageno in Die Zauberflöte) und beim Edinburgh Festival (1952 als Papageno; 1956). Als Konzertsänger trat er von 1951 bis 1958 regelmäßig bei der Ansbacher Bachwoche auf.

### Wirken als Gesangspädagoge
Neben seiner Tätigkeit als Opernsänger war Günter als Gesangslehrer, Gesangspädagoge und Stimmbildner tätig. Er nahm mehrere Lehraufträge an Hochschulen im In- und Ausland wahr. Von 1959 bis 1965 war er Professor an der Nordwestdeutschen Musikakademie Detmold. Von 1965 bis 1978 hatte er eine Professur an der Musikhochschule Freiburg inne. Von 1978 bis 1980 lehrte er an der University of Southern California in Los Angeles. Lehraufträge hatte er an verschiedenen Hochschulen in den Vereinigten Staaten, in Tokio, Frankreich, Großbritannien, Schweden und Finnland. Außerdem gab er regelmäßig Meisterklassen. Zu seinen Schülern gehört der US-amerikanische Bariton Thomas Hampson.
Günter war Mitbegründer der „European Voice Teachers Association (EVTA)“. Seine Tätigkeit als Gesangslehrer setzte Günter bis in hohe Alter fort. Noch 2004 unterrichtete er am Internationalen Opernstudio des Opernhauses Zürich.

## Repertoire
Günter sang auf der Bühne schwerpunktmäßig das Rollenfach der lyrischen Baritons, wobei er auch Partien aus dem Bereich des Spielbaritons und der Kavaliersbaritons übernahm. Zu seinen wichtigsten Bühnenrollen gehörten Papageno in Die Zauberflöte (den er fast 350 Mal sang), Guglielmo, Figaro, Zar Peter I. in Zar und Zimmermann, Giorgio Germont in La Traviata und Marcel in La Bohème. Dramatische Rollen sang Günter, die natürlichen Grenzen seiner Stimme erkennend, nur selten. Zu seinen wenigen dramatischeren Rollen gehörte lediglich Mandryka in der Oper Arabella.